# Royerella
Royerella es un género de escarabajos de la familia Leiodidae.

## Especies
Se reconocen las siguientes:
- Royerella argodi
- Royerella cularensis
- Royerella tarissani
- Royerella villardi